# 대한민국 중앙정보연구위원회
중앙정보연구위원회(中央情報硏究委員會, 약칭:중정 또는 정보위)는 1960년 11월 11일에 조직된 대한민국의 옛 정보 기관이자 정보, 첩보, 수사 업무를 전담하는 기관이었다. 약칭은 중앙정보위(中央情報委) 또는 정보연위(情報硏委)였다. 국외 정보 및 국내 보안 정보의 수집·작성 및 배포, 국가 기밀에 속하는 문서·자재·시설 및 지역에 대한 보안 업무, 형법 중 내란의 죄, 외환의 죄, 군형법 중 반란의 죄, 암호부정사용죄, 군사기밀보호법에 규정된 죄, 국가보안법에 규정된 죄에 대한 수사, 직무와 관련된 범죄에 대한 수사, 정보 및 보안 업무의 기획·조정에 관한 사무를 관장하는 대한민국의 중앙행정기관이었다.
첩보 수집의 필요성을 느낀 장면 대한민국 총리는 11월 11일 중앙청에서 정보연구위원회 설치를 의결하고, 그날 위원회를 설치하였다. 중앙정보위원회는 한국의 최초의 공식 첩보기관으로, 김종필 등은 중정의 모태라는 설을 부정하나, 중앙정보위가 중앙정보부의 전신으로 본다.

## 설치 근거 및 소관 업무
- 중앙정보연구위원회규정 [국무원령 제98호, 1960.11.16 제정] 제1조[5]
- 중앙정보연구위원회규정 [국무원령 제98호, 1960.11.16 제정] 제1조[5], 제2조[6], 제3조[7][8]

## 연혁
- 1960년 11월 11일 - 국무원 산하 중앙정보연구위원회를 신설.
- 1960년 11월 16일 - 국무원령 제99호 중앙정보부연구위원회규정을 설치.
- 1961년 5월 20일 - 중앙정보연구위원회와 시국정화운동본부를 통합, 폐지하고 중앙정보부를 설치.

## 창설
정보기관의 필요성을 인식한 장면 총리는 미국 중앙정보국의 권고를 수용하여 중앙정보연구위원회를 창설한다. 1960년 11월 11일 중앙정보위를 설치하고 중앙정보연구위원회규정 [국무원령 제98호, 1960.11.16 제정]을 제정하였으며 11월 16일 관보에 공시한다.
그밖에도 장면 총리는 1961년 3월 2일 총리 정보비서관 이귀영을 수장으로 하는 또다른 정보기관인 시국정화단을 설치하여 민정을 파악하는 한편 윤치영일파, 이범석과 박병권일파, 박정희, 김종필 일파를 감시하게 했다.

## 조직
- 정보실
- 연구실
- 연구위원실
- 비서실

## 역대 위원장

### 위원장
| 공화국      | 대수 | 이름       | 임기                               | 출신지              | 출신학교                 | 비고                                                                                         |
| ----------- | ---- | ---------- | ---------------------------------- | ------------------- | ------------------------ | -------------------------------------------------------------------------------------------- |
| 제 2 공화국 | 초대 | 장면(張勉) | 1960년 11월 11일 ~ 1961년 5월 20일 | 경기 한성 (현 서울) | 수원고등농림 (현 서울대) | 제4대 부통령&제2대, 7대 국무총리&중앙정보부장&제헌·5대 국회의원&민주당 최고위원&주 미국 대사 |

### 부위원장
| 공화국      | 대수 | 이름           | 임기                               | 출신지 | 출신학교 | 비고                                                       |
| ----------- | ---- | -------------- | ---------------------------------- | ------ | -------- | ---------------------------------------------------------- |
| 제 2 공화국 | 초대 | 정헌주(鄭憲柱) | 1960년 11월 11일 ~ 1961년 5월 20일 |        |          | 국무총리비서관&국무원사무처장&국무총리특별보좌관           |
| 제 2 공화국 | 초대 | 이귀영(李貴永) | 1960년 11월 11일 ~ 1963년 5월 18일 |        |          | 총경&서울시 시경국장&국무총리 비서관&총리실 정보특별보좌관 |

### 역대 위원
- 장면(張勉), 1960년 11월 11일 ~ 1961년 3월 1일, 국무총리&당연직 위원
- 정헌주(鄭憲柱), 1960년 11월 11일 ~ 1961년 3월 1일, 국무원 사무처장&당연직 위원
- 정일형(鄭一亨), 1960년 11월 11일 ~ 1961년 3월 1일, 외무부장관&당연직 위원
- 현석호(玄錫虎), 1960년 11월 11일 ~ 1960년 11월 20일, 내무부장관&당연직 위원
- 신현돈(申鉉燉), 1960년 11월 21일 ~ 1961년 3월 1일, 내무부장관&당연직 위원
- 김영선(金永善), 1960년 11월 11일 ~ 1961년 3월 1일, 재무부장관&당연직 위원
- 조재천(曺在千), 1960년 11월 11일 ~ 1961년 3월 1일, 법무부장관&당연직 위원
- 이병하(李炳夏), 1961년 5월 3일 ~ 1961년 3월 1일, 법무부장관&당연직 위원
- 권중돈(權仲敦), 1960년 11월 11일 ~ 1961년 1월 30일, 국방부장관&당연직 위원
- 현석호(玄錫虎), 1961년 1월 30일 ~ 1961년 3월 1일, 국방부장관&당연직 위원
- 이귀영(李貴永), 1960년 11월 11일 ~ 1961년 3월 1일, 총리정보비서관

## 역대 실장

### 정보실장
- 이후락(李厚洛), 1960년 11월 11일 ~ 1961년 2월 12일, 국방부 중앙정보부실장&총리특보&중앙정보부장

### 연구실장
- 이후락(李厚洛), 1961년 2월 13일 ~ 1961년 5월 20일, 국방부 중앙정보부실장&총리특보&중앙정보부장

### 정보실 부실장
- 김OO, 1960년 11월 11일 ~ 1961년 2월 12일,

### 연구실 부실장
- 김OO, 1961년 2월 13일 ~ 1961년 5월 20일,
- 이기호(李岐鎬), 1961년 3월 28일 ~ 1961년 5월 20일, 육군대령&준장에 예편 후 이사관 임용

## 중앙정보부와의 연계성
중앙정보부의 초대 부장이기도 했던 김종필은 중앙정보부와 중앙정보위와의 연속성을 부인했다. 그러나 이후락이나 다른 이들의 입장이 확인되지 않았다. 김종필은 중앙정보부를 창설하면서 중앙정보연구위 조직을 인수하거나 참고하지 않았다고 반박했다. “(이후락이) 정보 경험이 있는 사람이라고 (장면 총리가) 옆에 놓고 있었지만 제대로 된 정보기능이 아니라 사적인 활동 수준이었다 ”는 것이다.
1961년 봄부터 장면 총리는 십여 차례나 쿠데타 기도 정보를 보고 받거나 입수했다. 그래서 겨우 1961년 3월이 되어서야 또다른 정보기관인 시국 정화 운동 본부라는 직속 정보 기관이 설치 되었지만 별다른 역할은 못했다. 정보위와 시국정화단은 1961년 5월 20일 통폐합되어 중앙정보부로 발족된다.

## 기타
1961년 봄부터 장면 총리는 십여 차례나 쿠데타 기도 정보를 보고 받거나 입수했다. 그래서 겨우 1961년 3월이 되어서야 또다른 정보기관인 시국 정화 운동 본부라는 직속 정보 기관이 설치 되었지만 별다른 역할은 못했다. 정보위와 시국정화단은 1961년 5월 20일통폐합되어 중앙정보부로 발족된다.

## 같이 보기
- 시국정화단
- 중앙정보부
- 대한민국 제2공화국

## 참조
1. 1 2  "중앙정보위 설치", 동아일보 1960년 11월 12일자 1면, 정치면
2. ↑  "정보연위 신설, 11일각의서 의결", 경향신문 1960년 11월 11일자 1면, 정치면
3. ↑  "중앙정보연위 11일하오 첫회합", 경향신문 1960년 11월 12일자 1면, 정치면
4. 1 2 3 4 5  정윤재, 《정치 리더십과 한국 민주주의》(나남출판, 2003) 274페이지
5. 1 2  제1조 (목적) 행정각부, 처에 긍한 국가안전에 관련되는 내외정보를 종합적으로 연구, 검토하기 위하여 국무원에 중앙정보연구위원회(이하 위원회라 한다)를 둔다.
6. ↑  제2조 (위원회의 조직) 위원회는 국무총리를 위원장으로 하고 국무원사무처사무처장, 외무부장관, 내무부장관, 재무부장관, 법무부장관 및 국방부장관,을 위원으로 한다.
7. ↑  ① 위원장은 위원회를 대표하며 위원회의 사무를 총괄하고 소속공무원을 지휘감독한다.
8. ↑  ②위원장이 사고가 있을 때에는 전조에 열거된 순위에 따라 위원이 그 직무를 대행한다.
9. ↑  1부위원장
10. ↑  2부위원장
11. ↑  "이후락 79호실·정보연구위 정보부 만들 때 참고 안 했다" 중앙일보